# Nichoria
Nichória (grec moderne : Νιχώρια) est un site de Messénie, installé sur une crête sur les hauteurs de la vile actuelle de Rizomylos, au nord-ouest du golfe de Messénie. Du milieu à la fin de l'Âge du bronze, l'olive et le térébinthe y étaient cultivés pour l'exportation. Pendant la période helladique, le site faisait partie de la civilisation mycénienne. 
Nichória atteint sa plus grande superficie (5 hectares) lors de la période de l'Helladique récent LHIIIA:2, et contient même un mégaron royal du type de celui de Pylos, bien qu'un peu plus petit que ce dernier. Nichória est rapidement subordonnée à Pylos et perd l'utilisation de son mégaron. 
Vers la fin de la période LHIIIB, le palais de Pylos connaissait Nichória sous le nom de TI-MI-TO A-KO. La ville était un avant-poste majeur de la province Trans-Aigolaia de Pylos. Selon Palaima, « elle se retrouve sur dix tablettes [en argile avec inscriptions en linéaire B] qui concernent : le travail du bronze, six items standard de la fiscalité régionale, le recyclage du bronze pour la production d'armes, les arrangements défensifs côtiers, l'or, les propriétés foncières, le bétail, le personnel masculin et des niveaux plutôt intensifs de production de lin » ;  et « à la fin de l'âge du bronze, jusqu'à 10% de la superficie totale aurait pu être consacrée à la culture de l'olive ».  
La controverse demeure sur la façon de translittérer "TI-MI-TO A-KO" en grec. "TI-MI-TO" a été interprété comme themittos, pour "frontière", comparant le terme de Knossos "OU-TE-MI" comme un religieux ou themis ("non autorisé", littéralement "non inscrit", dans ce cas "par loi"). Palaima lit au contraire OU-TE-MI comme une description du mobilier, ou termis ("pas de 'termis', c'est-à-dire de frontière ou de bordure"). Pour Palaima, interpréter l'élément "TI-MI-TO" dans "TI-MI-TO-A-KO" comme le génitif du "themis" grec est problématique. En mycénien, une alternance de i pour e se retrouve dans des mots d'origine pré-grecque et non grecque. (Comparer Artemitos et Artimitei.) Cela correspondrait en prenant TI-MI-TO pour "tirminthos", pour l'arbre à térébinthe (pistacia terebinthus) qui servait de source de résine parfumée. "A-KO", quant à lui, pourrait signifier "agos" pour "terre sainte" ou plus probablement "agkos" pour "flanc de coteau" ou "vallon". 
Nichória est détruite au cours du même événement qui a affecté le palais principal de Pylos.   
L'expédition de Messénie de l'Université du Minnesota sous la direction de William Andrew McDonald arpente la région dans les années 1960 et commence une campagne de fouilles à Nichória en 1969. 

## Découvertes archéologiques

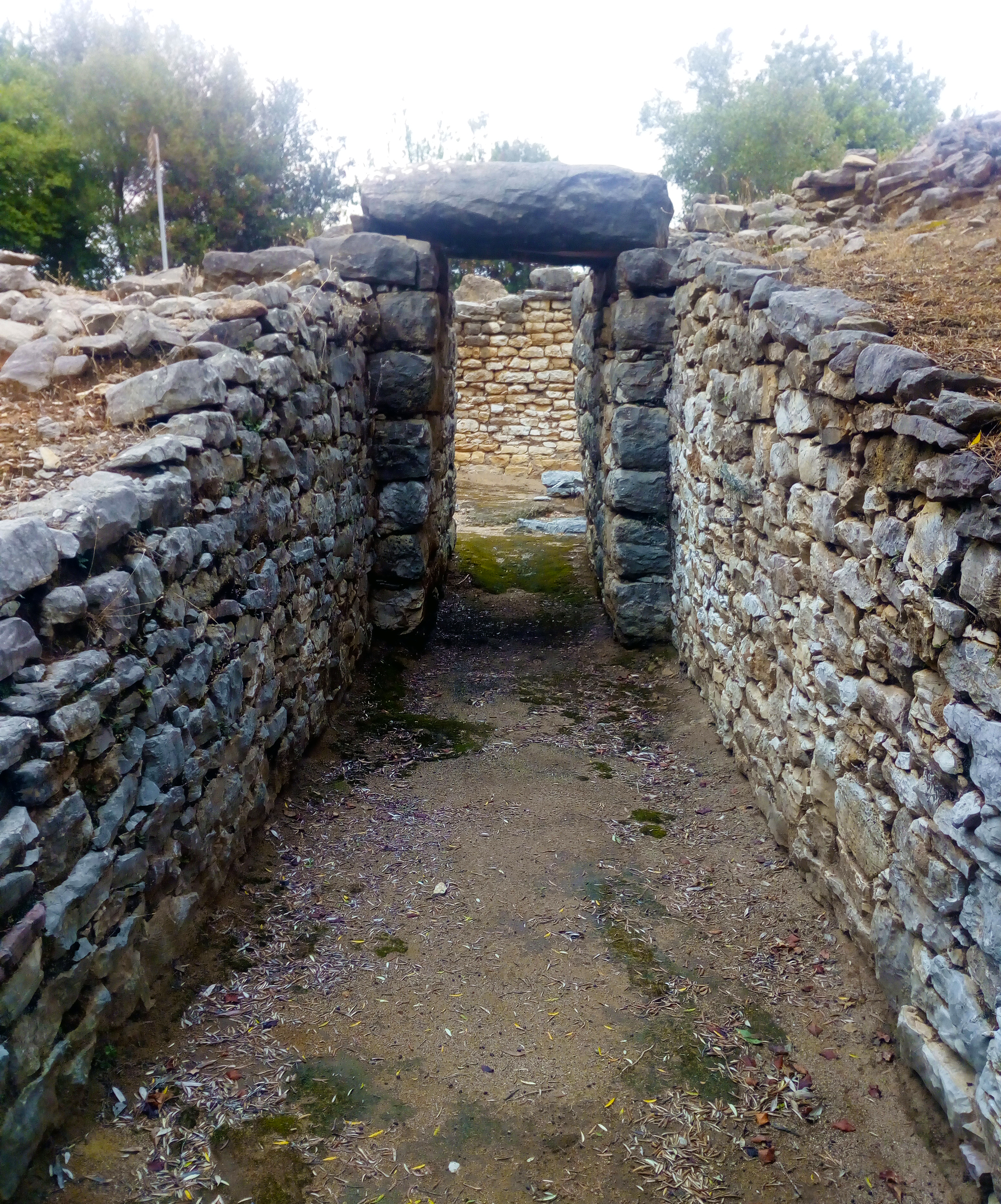
Entrée de la tombe à tholos de Nichória

Au pied de l'acropole de Nichória, une tombe circulaire est découverte, qui comprend une sépulture collective de 7 personnes; elle fut utilisée jusqu'à la période LHIIIA, lorsque la grande tombe adjacente à tholos a été construite. Cette dernière, bien que pillée dans l'Antiquité, a livré d'importantes découvertes. Elle avait été construite à un emplacement proéminent de l'extrémité nord-ouest de l'acropole de Nichória. Son diamètre était de 6,60 mètres et sa hauteur dépassait probablement les 6,50 mètres. Elle contenait quatre fosses. La position dominante des personnes y étant ensevelies est également attestée par les somptueux objets funéraires qui les accompagnaient: vases en poterie, pierres de scellement en pierres semi-précieuses et petits objets en or, en ivoire et en faïence. Dans un trou entre les fosses 1 et 2 a été découvert un ensemble d'objets et de récipients en bronze, parmi lesquels une épée courbée avec une poignée en ivoire. Elle a été utilisée pendant les grandes heures de Nichória (1400–1200 av. J.-C.). Cependant, il existe également des traces de son utilisation à la fin des périodes classique et hellénistique, liée au culte des ancêtres, une pratique particulièrement commune en Messénie, mais également connue dans le reste de la Grèce.  

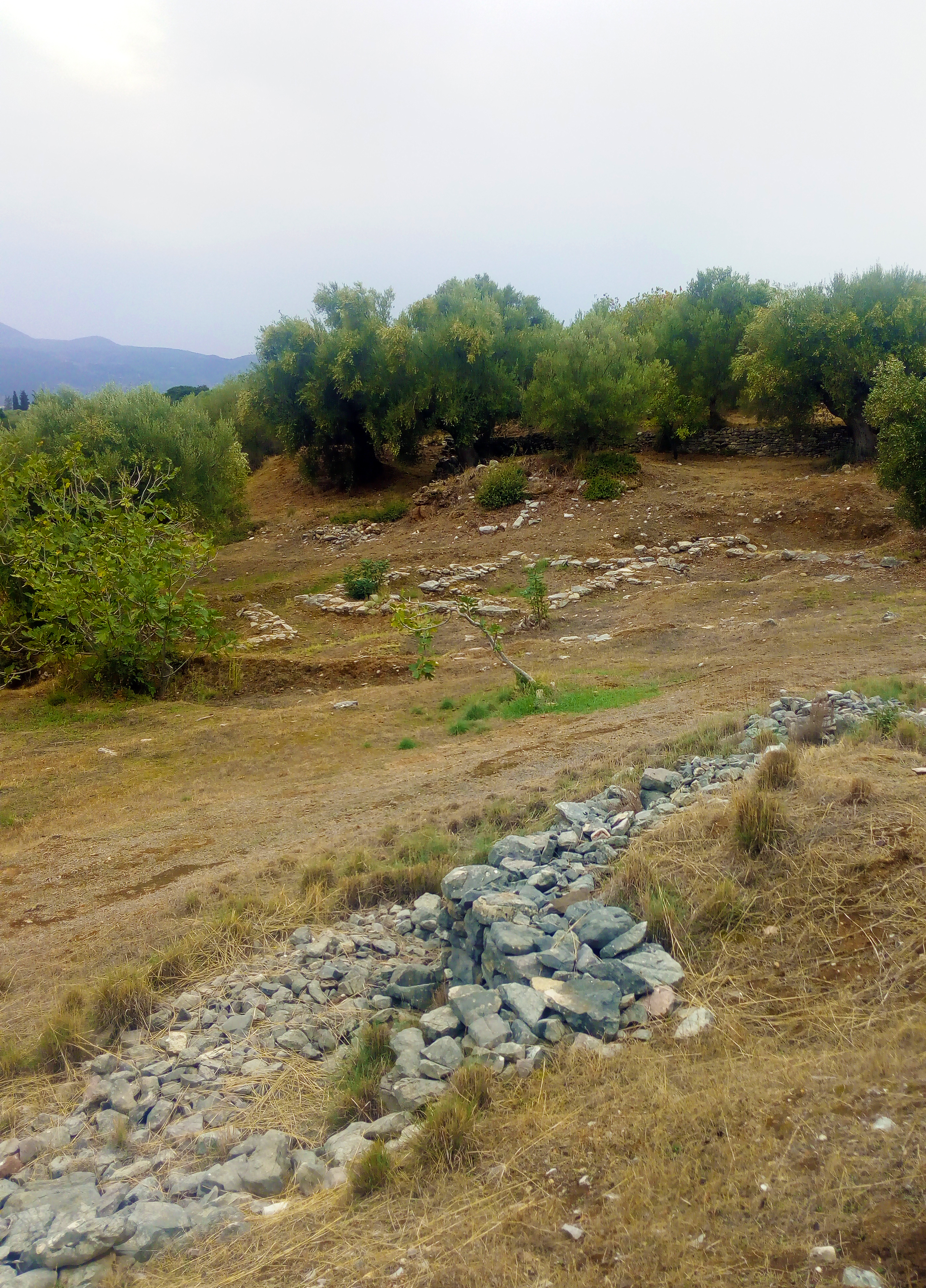
Le site archéologique de Nichória

Autour de l'acropole de Nichória s'étend une nécropole avec différents types de tombes datant du 15e au 8e siècle avant J.C. Bien que les fouilles n'aient pas été effectuées dans toute la région de Nichória, des tranchées ouvertes dans la région de Karpophora ont révélé des vestiges de la ville antique, tels que la rue principale et des parties de bâtiments qui étaient clairement utilisés pour l'habitation. Le plus important d'entre eux était probablement le mégaron de la période sub-mycénienne, l'un des plus grands de toute la Grèce, daté des « Siècles obscurs grecs »: il mesurait 13 m de long et 8 m large, et il était accompagné d'une construction circulaire avec un sol pavé. Il a été suggéré qu'il pourrait avoir un caractère rituel-religieux. L'importance du bâtiment suggère qu'il s'agissait également d'une demeure royale, où résidait le roi. En effet, à cette époque, le pouvoir politique dans le monde grec était de type monarchique, et le roi concentrait les pouvoirs militaire et religieux. Deux autres constructions de type mégaron ont été découvertes, datées respectivement de la période LHII et de la période LHIIIA1, c'est-à-dire lors de l'apogée de Nichória. Comme le reste de la Messénie, Nichoria est conquise par Sparte à la suite de la Première Guerre de Messénie (743-724 avant notre ère).